# Forhud
Forhud beskytter glans, og er en primær sensorisk del af penis. Den indeholder nogle af de mest følsomme områder af penis. Endvidere har forhuden en vigtig mekanisk funktion ved at reducere gnidningsmodstanden under seksuelle handlinger, såsom samleje og onani. Hos voksne mænd ses forhud med forskellig længde, lige fra meget kort forhud (så glans er delvist ubeskyttet) til meget lang forhud (så glans er dækket og mere til). I de fleste tilfælde, hos voksne mænd, selvom forhuden er intakt, er en lille del af glans synlig.